# Melvin Twellaar
Melvin Twellaar (Den Horn, 23 de diciembre de 1996) es un deportista neerlandés que compite en remo.
Participó en dos Juegos Olímpicos de Verano, obteniendo dos medallas de plata, en Tokio 2020 y París 2024, ambas la prueba de doble scull.
Ganó dos medallas en el Campeonato Mundial de Remo, en los años 2022 y 2023, y cuatro medallas en el Campeonato Europeo de Remo entre los años 2020 y 2023.

## Palmarés internacional
| Juegos Olímpicos   | Juegos Olímpicos         | Juegos Olímpicos  | Juegos Olímpicos |
| Año                | Lugar                    | Medalla           | Prueba           |
| ------------------ | ------------------------ | ----------------- | ---------------- |
| 2020               | Tokio (Japón)            | Medalla de plata  | Doble scull      |
| 2024               | París (Francia)          | Medalla de plata  | Doble scull      |
| Campeonato Mundial |                          |                   |                  |
| Año                | Lugar                    | Medalla           | Prueba           |
| 2022               | Račice (República Checa) | Medalla de plata  | Scull individual |
| 2023               | Belgrado (Serbia)        | Medalla de oro    | Doble scull      |
| Campeonato Europeo |                          |                   |                  |
| Año                | Lugar                    | Medalla           | Prueba           |
| 2020               | Poznań (Polonia)         | Medalla de oro    | Doble scull      |
| 2021               | Varese (Italia)          | Medalla de plata  | Doble scull      |
| 2022               | Múnich (Alemania)        | Medalla de oro    | Scull individual |
| 2023               | Bled (Eslovenia)         | Medalla de bronce | Doble scull      |